# Eurema mandarinula
Eurema mandarinula is een vlindersoort uit de familie van de Pieridae (witjes), onderfamilie Coliadinae.
Eurema mandarinula werd in 1892 beschreven door W. Holland.